# Michele Greco
Michele Greco (Ciaculli, 12 de mayo de 1924 - Roma, 13 de febrero de 2008) fue un miembro de la mafia siciliana,  encarcelado por múltiples asesinatos. Su apodo era "il Papa" por su capacidad de mediación entre los Gambino y Corleonesi. Greco fue la cabeza visible de la Comisión de la mafia siciliana.

## Ascenso al poder
Hijo de Giuseppe Greco, llamado "Piddu u tinenti", y Caterina Ferrara, Michele Greco fue el tercero de cinco hijos: Francesco, nacido el 18 de enero de 1921, y de profesión cirujano, Giuseppe, nacido el 27 de agosto de 1922 y muerto en Ciaculli el 1 de octubre de 1939, Salvatore, apodado "il senatore" (el senador) nacido el 7 de julio de 1927, terrateniente, casado con la hija de Antonio Cottone (antiguo padrino de la mafia) y, finalmente, Rosa, nacida 15 de noviembre de 1930. La familia de "Piddu u tinenti" de Croceverde-Giardini fue protagonista de una guerra interna con la familia Greco de Ciaculli cuyo jefe también se llamaba Giuseppe.
Michele Greco formaba parte del poderoso clan mafioso Greco que gobernó tanto en su pueblo natal, Ciaculli, como en Croceverde Giardini, dos localidades próximas a Palermo. Asumió el control del mandamento de Croceverde Giardini después de la muerte de Giuseppe Greco, "Piddu u tinenti". Era primo de Salvatore "Ciaschiteddu" Greco, primer "secretario" de la primera Comisión, formada en 1958. 
Él y su hermano Salvatore Greco fueron capaces de entablar relaciones con empresarios, políticos, magistrados y agentes de la ley a través de su membresía en las logias masónicas.
El apodo de Salvatore Greco era "El Senador" por sus conexiones políticas. Fue el baluarte de los políticos democratacristianos como Giovanni Gioia, Vito Ciancimino y Giuseppe Insalaco.  Banqueros y otras personalidades era invitados a comer y a beber, y a tomar parte en las partidas de caza en la finca de Favarella de Michele Greco. La finca también fue utilizada como refugio de mafiosos fugitivos, y como laboratorio de heroína.
Greco, junto con otras familias mafiosas de los alrededores de Palermo, controlaba una gran parte del suministro de agua. Estaba financiando las excavaciones de sus pozos con dinero público. De acuerdo con la ley, a los propietarios solo se les permitía contar con pozos para su uso privado y el exceso de agua debía pertenecer a la comunidad. Sin embargo, la ciudad de Palermo emitía contratos regulares para comprar el agua de los Greco y otros jefes mafiosos cubriendo solo un tercio de la demandasde abastecimiento de agua. Durante el verano, cuando el agua era particularmente escasa y muy necesaria para el riego, Greco vendía el agua a precios exorbitantes. La escasez permanente de agua era favorecida por la mafia y sus contactos en el ayuntamiento.
Otra manera de ganar dinero era la malversación de subsidios de la Comunidad Económica Europea (CEE) por la destrucción de cultivos de cítricos. La CEE, con el fin de limitar la producción, pagaba a los agricultores para que destruyeran parte de su producción. Greco pagaba inspectores de la CEE para falsificar los registros.

## Jefe títere
Michele Greco fue nombrado jefe de la Comisión (Cupola) en 1978, después de que Gaetano Badalamenti fuera expulsado. Greco dio a la Comisión una fachada de neutralidad detrás de la cual los corleonesi escondían sus ansias de expansión. En 1981, los jefes mafiosos Stefano Bontate y Salvatore Inzerillo fueron asesinados con 2 semanas de diferencia, durante la Segunda guerra de la mafia. A través de su posición dentro de la Cupola, Michele Greco asumió el control indirecto de la familia mafiosa de Stefano Bontate tras su asesinato. En mayo, Greco invitó a varios de los aliados de Bontate a una reunión en su finca. Un par de miembros del clan sospecharon y no acudieron a la cita, entre ellos Tommaso Buscetta, quien ya estaba escondido en Brasil y Salvatore Contorno, que presintió el peligro y escapó a Roma. Sin embargo, los familiares de estos últimos fueron exterminados y ocultados para siempre.
Al final resultó que Michele Greco se había aliado con Salvatore Riina y los corleonesi desde hacía tiempo. Riina había utilizado la posición de Greco en la Comisión para ayudar a desterrar a Gaetano Badalamenti de la mafia el 10 de abril de 1978, durante una reunión de la Comisión, acusándole del asesinato de Francesco Madonia, jefe vinculado al clan de los corleonesi. A continuación, después de que Riina ordenara el asesinato de Bontate, hizo que Greco supervisara el clan de Bontate, que tenía el control de una red de distribución de heroína en los Estados Unidos junto con el clan mafioso de Salvatore Inzerillo. 
Uno de los hombres que no acudió al fatídico encuentro en la finca de Greco era Salvatore Contorno. Percibió el peligro y pronto pasó a la clandestinidad cuando la guerra de la mafia estalló.  Se escapó de la muerte en una emboscada de un asesino al servicio de los corleonesi, Pino Greco, sobrino de Michele. Mientras se ocultaba de las autoridades y de los corleonesi, Contorno envió cartas anónimas a la policía, revelando información a las autoridades sobre la mafia, sus miembros, las distintas facciones y la violenta agitación a la que estaba sucumbiendo. Contorno fue finalmente detenido en 1983 y se convirtió en informante de pleno derecho un año después, siguiendo el ejemplo de Tommaso Buscetta. 
Las revelaciones de Contorno en sus cartas indicaron por primera vez a las autoridades la verdadero posición que detentaba Michele Greco en la organización mafiosa. Anteriormente había sido considerado simplemente como un terrateniente de gran prestigio económico, a pesar de que venía de una larga tradición de mafiosos. 
Greco era un poderoso jefe de la mafia, descendiente de una larga línea de mafiosos, pero en la última parte de su carrera criminal tendió a ser descrito como poco más que "el jefe títere" de Riina. Según el pentito Tommaso Buscetta, Michele Greco, "dada su débil personalidad, era la persona perfecta para convertirse en jefe de la Comisión a fin de no interponerse en el camino de los diseños de Riina." Buscetta explicó que durante las reuniones entre los jefes de varias familias de la mafia, Michele Greco solo asentía con la cabeza y estaba de acuerdo con prácticamente todo lo que Riina expusiera.

## Reunión con John Gambino
A raíz de los asesinatos de Totuccio Inzerillo y Stefano Bontate, hasta entonces, los verdaderos jefes de la Cosa Nostra, el poderoso jefe de América Paul Castellano, decidió enviar a Palermo a John Gambino para evaluar la situación. Posiblemente en esta ocasión Michele Greco tuvo una gran importancia, ya que fue capaz de mediar entre Riina y la familia Gambino. La reunión concluyó con una frase simbólica de estos últimos: “ahora manda Corleone”.

## Acoso y captura
Sobre la base de las revelaciones anónimas de Salvatore Contorno, el jefe de la policía Antonino 'Ninni' Cassarà elaboró un informe en julio de 1982 con un elenco de 162 mafiosos que debían ser arrestados. El informe fue conocido extraoficialmente como el informe 'Michele Greco + 161', señalando la importancia de Greco sobre los demás sospechosos. El 6 de agosto de 1985, Ninni Cassarà y uno de sus guardaespaldas, Giovanni Lercara, fueron masacrados por quince hombres armados que actuaron en presencia de su horrorizada esposa. 
El informe 'Michele Greco + 161' era solo el comienzo de una investigación que se convertiría en el Maxi Proceso, donde la mayoría de los líderes de la mafia fueron juzgados por crímenes innumerables. El 9 de julio de 1983, Greco fue procesado por el juez Giovanni Falcone, junto con otras 14 personas entre las que se encontraba su hermano Salvatore Greco, Totò Riina, Bernardo Provenzano y Benedetto Santapaola por el asesinato del prefecto de Palermo, el general Carlo Alberto Dalla Chiesa el 3 de septiembre de 1982.
Después de cuatro años huido, Michele Greco fue detenido el 20 de febrero de 1986, y se unió a los cientos de acusados en el Maxi Proceso, que había comenzado tan solo diez días antes. 
En realidad, Michele Greco fue traicionado por un joven, Benedetto Galati, quien, además de encargarse de sus tierras, había vivido con toda su familia en la finca de Favarella.  Todo esto se descubrió solo unos meses más tarde, cuando Benedetto Galati fue asesinado a tiros de escopeta. Galati inicialmente alertó a la policía con una carta anónima que decía “Si queréis a Michele Greco, seguid cuidadosamente mis instrucciones”. Entonces tuvo lugar un encuentro entre el joven y un oficial de la policía de Monreale, durante el cual confesó, “Michele Greco se oculta en una finca en la campiña de Caccamo, detrás de la presa sobre el río San Leonardo, id allí y lo encontraréis”. Greco fue acusado de ordenar 78 asesinatos, incluidos los del magistrado antimafia Rocco Chinnici, dos guardaespaldas de Chinnici y un transeúnte inocente. Los cuatro habían sido asesinados por un coche bomba en 1983.
Greco dio testimonio en el juicio donde, al igual que sus coacusados, insistió en que era completamente inocente y no sabía nada acerca de cualquier mafia. Para ilustrar su posición como un ciudadano supuestamente honesto, se jactó de todas las personas ilustres que había entretenido en su gran finca, incluyendo un exfiscal general y los jefes de la policía. También admitió que Stefano Bontate había cazado con frecuencia en su finca, y en una especie de declaración improvisada, Greco dijo que él y Stefano "estaban juntos el Viernes Santo, pocos días antes de su desgracia." La "desgracia" a que se refería era la muerte con una ráfaga de metralla en la cara de Stefano.
Al final del juicio, el 16 de diciembre de 1987, Michele Greco, que entonces tenía 63 años, fue encontrado culpable de todos los cargos y condenado a cadena perpetua.

## Prisión y muerte
El Maxi Proceso fue desmantelado en gran medida por beneficiosas apelaciones, sobre todo gracias a Corrado Carnevale, que liberaría a los mafiosos con el menor de los pretextos, para gran frustración de los artífices del Maxi Proceso, Giovanni Falcone y Paolo Borsellino. Greco fue puesto en libertad en apelación el 27 de febrero de 1991, pero Giovanni Falcone, quien se había convertido en jefe de la sección de Asuntos Penales del Ministerio de Justicia Italiano, emitió un decreto que ordenó la re-encarcelación de Greco y otros mafiosos.
A la luz de esto, Michele Greco fue detenido de nuevo rápidamente en septiembre de 1991 y volvió tras las rejas para cumplir su recién condena de cadena perpetua. Greco nunca admitió sus crímenes ni su posición en la Cosa Nostra. En una carta enviada a la prensa en el verano de 2007, afirmó ser "tan inocente como un bebé recién nacido." Agregó que "a causa de una injusticia en la década de 1980 había sido enterrado vivo y había estado en prisión durante 22 años.  La humedad de la celda ha destruido mi salud y estoy realmente enfermo." Permaneció en una prisión de Roma hasta su muerte el 13 de febrero de 2008.
Según el historiador John Dickie, Greco "era el arquetipo de un capo de la mafia: serio, taciturno, dado a hablar sólo de manera retórica y con parábolas alusivas."